# Bitwa pod Vadą
Bitwa pod Vadą – starcie zbrojne, które miało miejsce w roku 70 w trakcie powstania Batawów.
W wyniku porażek w walkach z Rzymianami, w roku 70 n.e. Juliusz Cywilis wraz ze swoimi sprzymierzeńcami wycofał się na północ. Dowodzący rzymskimi legionami Kwintus Petyliusz Cerialis podjął pościg, staczając z Batawami kilka potyczek (Arenacium oraz Leiden). 
U ujścia Renu w osadzie Vada doszło do większego starcia. Wojska Cywilisa uderzyły na rzymskie siły pomocnicze, składające się z wojowników plemienia Singularów. W bitwie śmierć poniósł dowódca jazdy singularskiej Juliusz Brygantykus (siostrzeniec Cywilisa). Z pomocą Singularom przybył wkrótce Cerialis, którego wojska rozpoczęły wypieranie Germanów w stronę Morza Północnego. Batawowie rozpoczęli wówczas pośpieszny odwrót, uciekając wpław w bezpieczne miejsce. Cywilisowi oraz jego siostrzeńcowi Weraksowi udało się uciec. Cerialis natomiast wraz ze swoim wojskiem skierował się w rejon Bonn, gdzie zamierzał spędzić kilka dni.